# Natalia Safran
Natalia Safran (ur. 1970, Poznań) – polska piosenkarka i aktorka.

## Życiorys
Jej ojcem jest Jacek Jaroszyk, dyrektor Estrady Poznańskiej. W latach 80. wygrała konkurs piękności Miss Wielkopolski, po którym rozpoczęła karierę modelki wyjeżdżając do Francji. Później wyjechała do Los Angeles, gdzie wyszła za mąż za amerykańskiego producenta filmowego Petera Safrana. W 2001 zadebiutowała w komedii romantycznej Powiedz tak.
W 2007 roku wspólnie z ojcem i bratem Mikołajem Jaroszykiem wydali książkę z bajkami dla dzieci pt. Kołysanki i lulanki i płytę z muzyką do książki. Album High Noon jest jej debiutanckim albumem, wydanym nakładem Empiku, współpraca z takimi muzykami jak Rob Chiarelli, Kiran Shahani i Rafał Paczkowski. Piosenka „Hej Ty” znalazła się na ścieżce dźwiękowej do filmu z Renee Zellweger Za jakie grzechy. W 2015 remix utworu „All I feel is you” z albumu Natalii Safran trafił na 19. miejsce listy amerykańskiego Billboardu.

## Miejsce na amerykańskiej liście Billboardu
- 2015. „All I Feel Is You Club Mix” - 19. miejsce

## Soundtrack
- 2013: Hours „All I Feel Is You”
- 2009: Nie cierpię walentynek „Hey You”
- 2009: Za jakie grzechy „Hey You”

## Dyskografia
- 2011: High Noon
- 2007: Kołysanki i lulanki – muzyka do książki o tym samym tytule